# Железнодорожный транспорт в Никарагуа

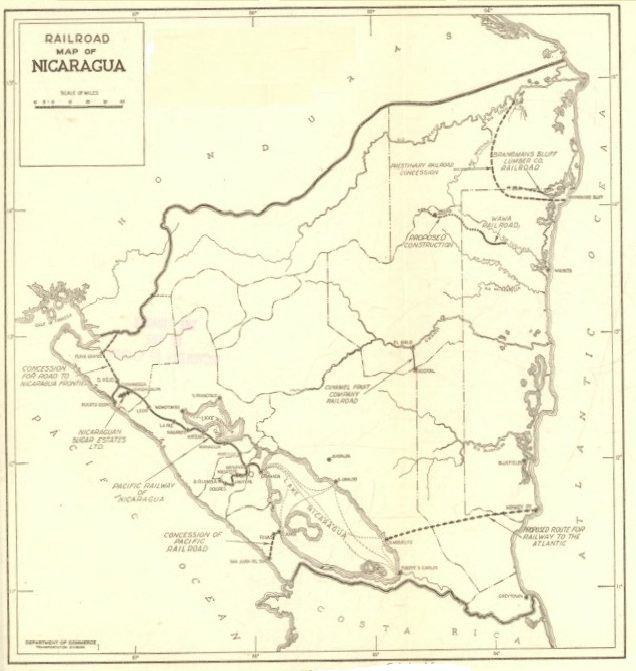
Карта железных дорог Никарагуа 1925 года

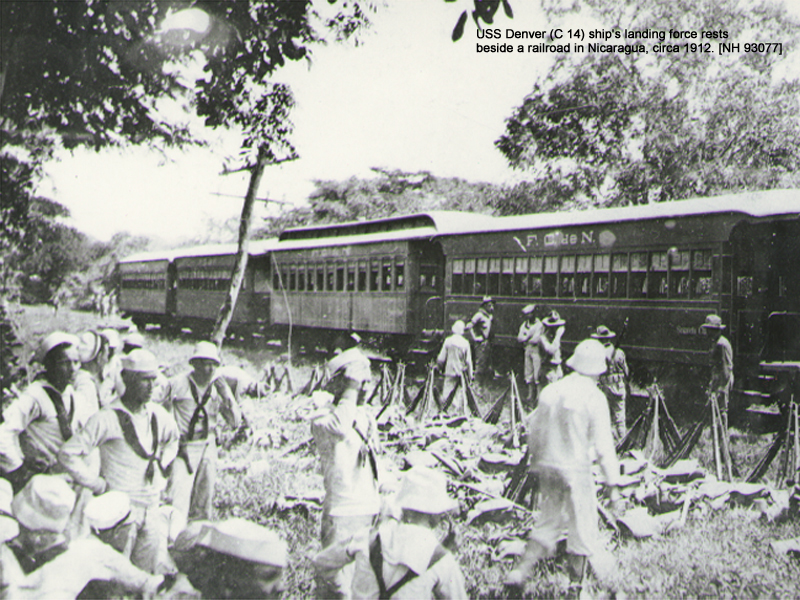
десант американских матросов с крейсера Denver на линии железной дороги в районе города Коринто во время американской оккупации страны (1912 год)

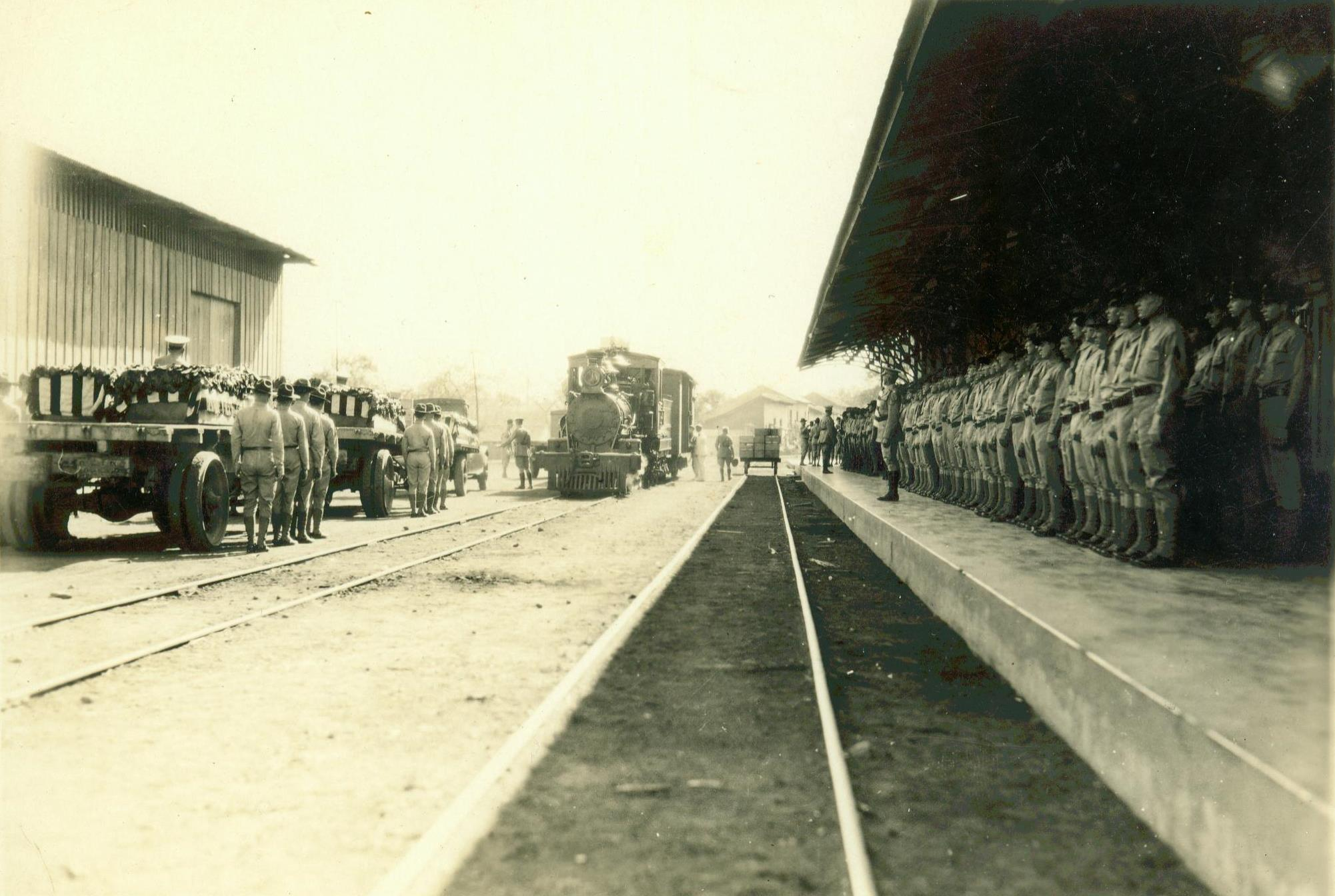
железнодорожная станция в Манагуа (8 января 1931 года)

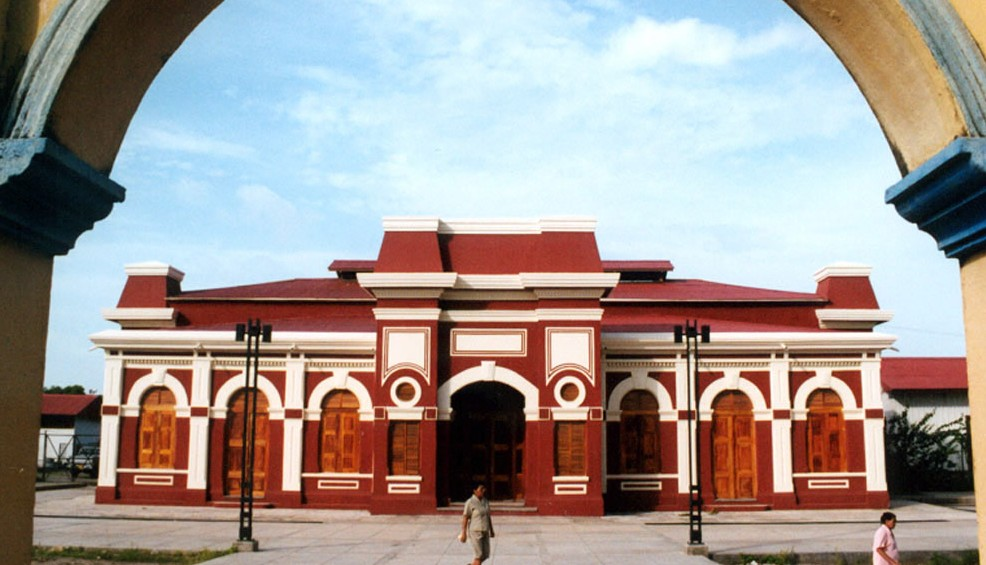
Здание вокзала в городе Гранада, 2005 год

Железнодорожный транспорт в Никарагуа — один из видов грузового и пассажирского транспорта в Республике Никарагуа, прекративший своё существование.

## История
Строительство первой железной дороги было начато в 1881 году, 10 марта 1882 года первый паровоз начал движение по строящейся железнодорожной линии Чинандега — Леон (в 1883 году достигшей Леона). 27 февраля 1884 года линия была официально введена в эксплуатацию. В дальнейшем, строительство было продолжено, однако отдельные железнодорожные линии не были связаны в единую сеть. Наибольшее значение имела главная железная дорога страны от порта Коринто до города Гранада, ещё несколько линий с шириной колеи 1067 мм были проложены на Тихоокеанском побережье страны.
В 1886 году правительство Никарагуа взяло в Британской империи заём на сумму 285 000 фунтов стерлингов под залог железной дороги и таможенных доходов страны.
К 1892 году в стране было построено 130 км железных дорог, ещё 450 км было спроектировано и запланировано построить. В это время весь подвижной состав (паровозы и вагоны) были импортными из США, в качестве топлива использовались дрова.
В 1893 году президентом страны стал Х. С. Селая, который активизировал строительство железных дорог и начал проведение независимой от США политики, что вызвало резкую негативную реакцию со стороны США.
К 1910 году длина железных дорог увеличилась до 257 вёрст.
В марте 1912 года правительство Никарагуа взяло у США кредит в размере 755 тыс. долларов под залог железных дорог страны.
В августе 1912 года США оккупировали Никарагуа, при этом отряд из 100 моряков военно-морского флота США взял под контроль железнодорожную линию от порта Коринто к столице страны — городу Манагуа. С целью замедлить продвижение американских войск к столице, никарагуанцы попытались разрушить железнодорожное полотно, но американцы сумели устранить повреждения. Тем не менее, из-за опасения, что железнодорожная линия может быть заминирована, эшелон с американскими войсками двигался со скоростью пешехода (так как впереди шли солдаты, осматривавшие рельсы). Новое правительство Никарагуа подписало кредитное соглашение с американским банком «Brown Brothers and Seligman» и в качестве гарантии по платежам передало банку право на доходы от таможенных сборов и железной дороги. После этого, на железной дороге были назначены управляющие из США.
Начавшийся в 1929 году экономический кризис осложнил экономическое положение Никарагуа и от планов расширения железнодорожной сети пришлось отказаться. В январе 1933 года войска США покинули Никарагуа. После прихода к власти А. Сомоса железные дороги страны перешли в личную собственность диктатора, а железнодорожные мастерские начали бесплатно выполнять заказы для других предприятий, находившихся в собственности семейства Сомоса.
В 1939 году общая протяжённость железных дорог составляла 255 км;
В 1952 году общая протяжённость железных дорог составляла около 430 км.
В декабре 1972 года мощное землетрясение частично разрушило город Манагуа и повредило проходившую здесь железную дорогу, однако позднее линия была отремонтирована.
В период с 1972 до 1993 года протяжённость железных дорог составляла 403 км, при этом наибольшее значение по-прежнему сохраняла железнодорожная линия Гранада — Коринто (протяжённостью 373 км). Следующей по значению являлась линия, проложенная от города Леон к кофейным плантациям в департаменте Карасо.
После победы Сандинистской революции 19 июля 1979 года железные дороги страны были национализированы. В 1982 году часть железнодорожной линии к порту Коринто была размыта ураганом, но затем она была восстановлена. Введённая США экономическая блокада Никарагуа осложнила положение на транспорте страны, но в железнодорожных ремонтных мастерских было освоено производство мотовозов (на отремонтированные железнодорожные платформы устанавливали кузов списанных автобусов и дизельный двигатель ЯМЗ от советского грузовика КрАЗ). Построенные мотовозы использовались для перевозок в городской черте Манагуа, а также на маршрутах из Манагуа в Леон, Гранаду и Масаю.
В конце 1984 года правительство Никарагуа начало работы над проектом соединения железных дорог страны на Атлантическом и Тихоокеанском побережье в единую сеть (железнодорожная линия должна была пройти через страну к порту Блуфилдс) и сообщило, что хотело бы привлечь к строительству иностранных инвесторов. После этого Испания выделила Никарагуа 23 километра рельсов на строительство новых и ремонт существующих железных дорог. В дальнейшем, в связи с боевыми действиями против «контрас» работы по строительству новых железных дорог были приостановлены.
В 1985 году Куба осуществляла поставки дорожно-строительного оборудования для железнодорожной магистрали Манагуа - Коринто.
В июне 1988 года после четырёхлетнего перерыва работы по прокладке железнодорожной линии Коринто — Чинандега были возобновлены, поскольку в это время железнодорожный транспорт являлся самым надёжным и экономичным видом наземного транспорта в Никарагуа.
25 февраля 1990 года президентом страны стала Виолета Барриос де Чаморро, при поддержке США начавшая политику неолиберальных реформ, в результате которых в Никарагуа начался экономический кризис, сопровождавшийся деиндустриализацией. 31 декабря 1993 года она приняла решение остановить работу железных дорог, а подвижной состав и рельсы сдать в металлолом. В результате выполнения этого решения бюджет страны получил 3,6 млн долларов.
С 1994 года железнодорожное сообщение в стране прекращено.
13 января 2022 года был подписан меморандум о сотрудничестве Никарагуа с проектом "Один пояс и один путь", что способствовало развитию сотрудничества с КНР. В апреле 2024 года было объявлено о намерении восстановить железнодорожное сообщение в стране. При технической помощи китайской государственной корпорации CCEC запланировано восстановить движение между городами Манагуа, Гранада и Масая.